# Terre des Bums (enregistrement public)

Terre des Bums est un album de chansons et saynètes de Robert Charlebois, Jean-Guy Moreau et Mouffe, enregistré en public, sorti en 1966.

## Titres
| 1a.   | Chanson des bums (début)            | Robert Charlebois / Jean-Guy Moreau / Mouffe | 0:58 |
| 1b.   | Sans titre (humour)                 | Robert Charlebois / Jean-Guy Moreau / Mouffe | 0:37 |
| 1c.   | La Manic (parodie de Georges Dor)   | Robert Charlebois / Jean-Guy Moreau / Mouffe | 2:34 |
| 2a.   | Agence La Palette (saynète)         | Robert Charlebois / Jean-Guy Moreau / Mouffe | 8:04 |
| 2b.   | Chanson pour dollar                 | Robert Charlebois / Jean-Guy Moreau / Mouffe | 1:52 |
| 3.    | Les joyeux troubadours (saynète)    | Robert Charlebois / Jean-Guy Moreau / Mouffe | 5:22 |
| 4.    | Jnobnesse d'aujourd'hui 1 (saynète) | Robert Charlebois / Jean-Guy Moreau / Mouffe | 0:12 |
| 5.    | Chanson des bums (fin)              | Robert Charlebois / Jean-Guy Moreau / Mouffe | 1:38 |
| 31:17 |                                     |                                              |      |